# Келле-пача
Келле-пача (азерб. kəllə-paça, тур. kelle paça, туркм. kellebaşayak) — рідка гаряча страва, суп, поширений в Азербайджані, Ірані та Туреччині. 

## Етимологія назви
Назва страви дослівно перекладається з турецької мови як «голова-нога» (kelle — голова, paça — ноги ).

## Інгредієнти
- Бараняча голова
- Баранячі ніжки (булдижки)
- Баранячий рубець
- Часник
- Сіль, мелений чорний перець

Є багато в чому аналогічним хаш стравою, з тією лише головною відмінністю, що готується з баранини. У деяких регіонах Туреччини в процесі приготування у страву додають томатну пасту та оливкову олію.

## Спосіб приготування
Оброблені баранячі голову, ніжки і рубець добре промивають і варять, утворювану при варінні піну знімають. Варять протягом 6-7 годин, потім м'ясо виймають, відокремлюють великі кістки, ріжуть на шматочки вагою 40-50 грам і знову варять в бульйоні. До страви окремо подають товчений часник з оцтом.